# Kazimierz Rykowski
Kazimierz Rykowski (ur. 1942) – polski leśnik, pracownik naukowy, profesor doktor habilitowany, specjalista w dziedzinie fitopatologii leśnej i biologicznych metod ochrony lasu przed chorobami grzybowymi, publicysta, malarz, grafik, rzeźbiarz, autor ceramiki.

## Praca naukowa
Od 1966 pracownik Instytutu Badawczego Leśnictwa. W latach 1986–1990 był kierownikiem Zakładu Fitopatologii Leśnej, a w latach 1992–2008 kierownikiem Zakładu Ekologii Lasu i Łowiectwa. W latach 1991–1998 był zastępcą dyrektora Instytutu do spraw naukowych.
Był przewodniczącym Europejskiej Komisji Leśnictwa FAO (1992-1994) oraz członkiem Światowej Komisji Leśnictwa i Trwałego Rozwoju ONZ (World Commission of Forest and Sustainable Development). Jest członkiem Szwedzkiej Królewskiej Akademii Rolnictwa i Leśnictwa, a także trzech Komitetów Naukowych Polskiej Akademii Nauk. W latach 1993–1997 był wiceprzewodniczącym Rady Naukowej Europejskiego Instytutu Leśnego w Joensuu w Finlandii (1993-1997). Ekspert w sekretariacie Konwencji o Różnorodności Biologicznej (AHTEG CBD).
Autor ponad 200 publikacji naukowych, artykułów, rozpraw oraz książek. Był autorem, koordynatorem i realizatorem wielu programów badawczych (w latach 1990–2003 był krajowym koordynatorem procesu paneuropejskiego). Członek Głównego Komitetu Koordynacyjnego Ministerialnych Konferencji na temat Ochrony Lasów w Europie (MCPFE) oraz kierownik Zespołu Sterującego V Konferencją MCPFE „Warszawską” (2007). Współautor patentu na biologiczną metodę ochrony lasu (PgIBL).
Specjalizuje się w zagadnieniach związanych z ochroną środowiska i ekologią lasu, różnorodnością biologiczną, użytkowaniem i ochroną dzikiej przyrody oraz zmianami klimatycznymi. Zajmuje się ochroną lasu, ekologią i problematyką trwałości i równowagi w zagospodarowaniu ekosystemów leśnych, w tym kryteriami i wskaźnikami zrównoważonego rozwoju i trwałego zagospodarowania, problematyką wpływu zmian klimatycznych na lasy oraz zachowaniem różnorodności biologicznej i ochroną przyrody oraz polityką leśną. Jest organizatorem i koordynatorem prac nad Narodowym Programem Leśnym.

## Działalność artystyczna
Grafiką zajął się jeszcze w trakcie studiów jako współpracownik czasopisma „Las Polski”, gdzie zamieszczał satyryczne ilustracje do tekstów. Zbiór tych rysunków został potem wydany wraz z komentarzami przez Centrum Informacyjne Lasów Państwowych w 2006 r. pod tytułem Z uśmiechem przez las… i okolice. Działania artystyczne dzieli na malarstwo, rzeźbę, grafikę, ceramikę.
Jako rzeźbiarz jest twórcą pomnika Jana Teodora Hausbrandta w Sękocinie, tablicy upamiętniającej prof. Hjalmara Ugglę na Uniwersytecie Warmińsko-Mazurskim w Olsztynie, Piety Katyńskiej w Nadleśnictwie Celestynów oraz rzeźby Anioł Milczenia na cmentarzu komunalnym w Chorzelach.
Od 2006 prof. Kazimierz Rykowski jest członkiem Związku Polskich Artystów Plastyków Polska Sztuka Użytkowa, autorem pięciu indywidualnych wystaw malarstwa i rzeźby oraz tablic pamiątkowych i upamiętnień w przestrzeni publicznej, m.in.: tablica prof.  H. Uggli (UWM Olsztyn), tablica prof. J.J. Karpińskiego (Białowieża), Pietà Katyńska (Nadl. Celestynów), rzeźba parkowa Sylwan (Gołuchów).
Jego prace malarskie prezentowane były dotąd na wystawach:
- 2008 – Instytut Badawczy Leśnictwa w Sękocinie[1]
- 2010 – Ośrodek Kultury Leśnej w Gołuchowie
- 2012 – Galeria Pod Belką, Nidzica Zamek, Centralna Biblioteka Rolnicza w Warszawie
- 2022 - Hotel Anders w Starych Jabłonkach

## Publikacje (wybór)
- „Trwały i zrównoważony rozwój lasów. Poglądy – opinie – kontrowersje”, (red.) 1998, Wydawnictwo Naukowe ASKON Sp. z o.o.; oraz: „Próba syntezy lub „Kodeks Leśny”, str. 249-282;
- „O gospodarce leśnej w Leśnych Kompleksach Promocyjnych”, 2005, Instytut Badawczy Leśnictwa, Warszawa;
- „O leśnictwie trwałym i zrównoważonym. W poszukiwaniu definicji i miar”, 2006, Centrum Informacyjne Lasów Państwowych;
- „Ecological/Economic aspects of Ecosystem Approach (EA) and Sustainable Forest Management (SFM). Case Study of the Tuszyma Forest District in Poland”, 2008, Centrum Informacyjne Lasów Państwowych, Warszawa;
- Climate Change Forest and Forestry Relationship[3], tekst Kazimierz Rykowski, zdjęcia Grzegorz i Tomasz Kłosowscy, Centrum Informacji Lasów Państwowych, Warszawa 2008, ISBN 978-83-89744-96-8
- „Konflikt czy współpraca czyli dylematy współczesnego leśnictwa”, 2008,  W: Mazur, S., Tracz, H., (red.) „Zagrożenia ekosystemów leśnych przez człowieka” Wydawnictwo SGGW, 2008, str. 9-18;
- „Huragan w lasach. Klęska czy zakłócenie rozwoju?”, 2012, Instytut Badawczy Leśnictwa, Warszawa;
- „Zadawniona antynomia albo o jeden las za daleko”, 2019. W: „O jeden las za daleko. Demokracja, kapitalizm i nieposłuszeństwo ekologiczne w Polsce”,  2019, Czapliński, P., Bednarek, J.B., Gostyński, D., (red.), str. 73-91.
- „W poszukiwaniu czwartego wymiaru lasu”, W: „Kulturowa wartość lasu” 2019, Gwiazdowicz, D.J., Matulewska, A., Ośrodek Kultury Leśnej w Gołuchowie, str. 11-31;
- „O lasach w środowisku, czyli skąd przychodzi, gdzie jest i dokąd zmierza polskie leśnictwo”, W: Szymalski, 2020: „100 lat ochrony środowiska w Polsce”, Instytut na Rzecz Ekorozwoju, str. 161-173;
- „ Ochrona przez umiarkowane użytkowanie czyli czwarty wymiar lasu”, 2020, W: Konferencja „O ochronie oraz użytkowaniu zasobów naturalnych, puszczach, lasach i ich mieszkańcach, Orzechowo Morskie, 2019,  Stowarzyszenie na rzecz wspierania bioróżnorodności MATECZNIK,
- „W poszukiwaniu źródeł estetycznych wartości lasu czyli zapiski dyletanta o drzewach i lesie w sztuce prehistorycznej”, 2011, Studia i Materiały Ośr. Kult. Leśn., 10, 2011, str. 115-142.
- „Narodowy Program Leśny”, redakcja 10 tomów materiałów z prac nad Narodowym Programem Leśnym, panele ekspertów: Klimat, Rozwój, Ochrona, Wartość, Organizacja, Dziedzictwo, Współdziałanie, Nauka,  Synteza, Rekomendacje. Dział Wydawnictw Instytutu Badawczego Leśnictwa, 2013-2016
- „Między nauką a sztuką czyli jak być leśnikiem”, 2013, Ośrodek Kultury Leśnej w Gołuchowie, Gołuchów 2013.